# Sân bay Brest Bretagne
Sân bay Brest Bretagne (tiếng Pháp: Aéroport de Brest Bretagne) (IATA: BES, ICAO: LFRB), tên cũ là Sân bay Brest Guipavas, là một sân bay phục vụ thành phố Brest. Sân bay này nằm ở đô thị Guipavas và có cự ly 10,2 km về phía đông bắc Brest, trong tỉnh trong vùng Finistère.

## Hãng hàng không và tuyến bay
| Hãng hàng không                 | Các điểm đến                                                            |
| ------------------------------- | ----------------------------------------------------------------------- |
| Air France                      | Paris-Charles de Gaulle, Paris-Orly                                     |
| Air France operated by Brit Air | Lyon, Nice, Paris-Charles de Gaulle, Paris-Orly                         |
| Chalair Aviation                | Bordeaux                                                                |
| easyJet                         | Paris-Charles de Gaulle [begins 10 September], Lyon [begins 5 November] |
| Finist'air                      | Ouessant                                                                |
| Flybe                           | Birmingham [theo mùa], Manchester [theo mùa], Southampton [theo mùa]    |
| Jetairfly                       | Toulon                                                                  |
| Ryanair                         | Dublin [theo mùa], London-Luton, Marseille                              |